# Adolf Bohuslav
Adolf Bohuslav (17. června 1925 - ???) byl český a československý politik Komunistické strany Československa a poslanec Sněmovny lidu Federálního shromáždění za normalizace.

## Biografie
V roce 1964 i k roku 1971 se uvádí jako předseda JZD v obci Kuroslepy. V roce 1968 zde v JZD ve funkci předsedy přivítal na oficiální návštěvě prezidenta ČSSR Ludvíka Svobodu.
Ve volbách roku 1971 zasedl do Sněmovny lidu (volební obvod č. 106 - Náměšť nad Oslavou, Jihomoravský kraj). Mandát obhájil ve volbách v roce 1976 (obvod Třebíč-Jihlava). Ve Federálním shromáždění setrval do konce funkčního období, tedy do voleb v roce 1981.